# ズール

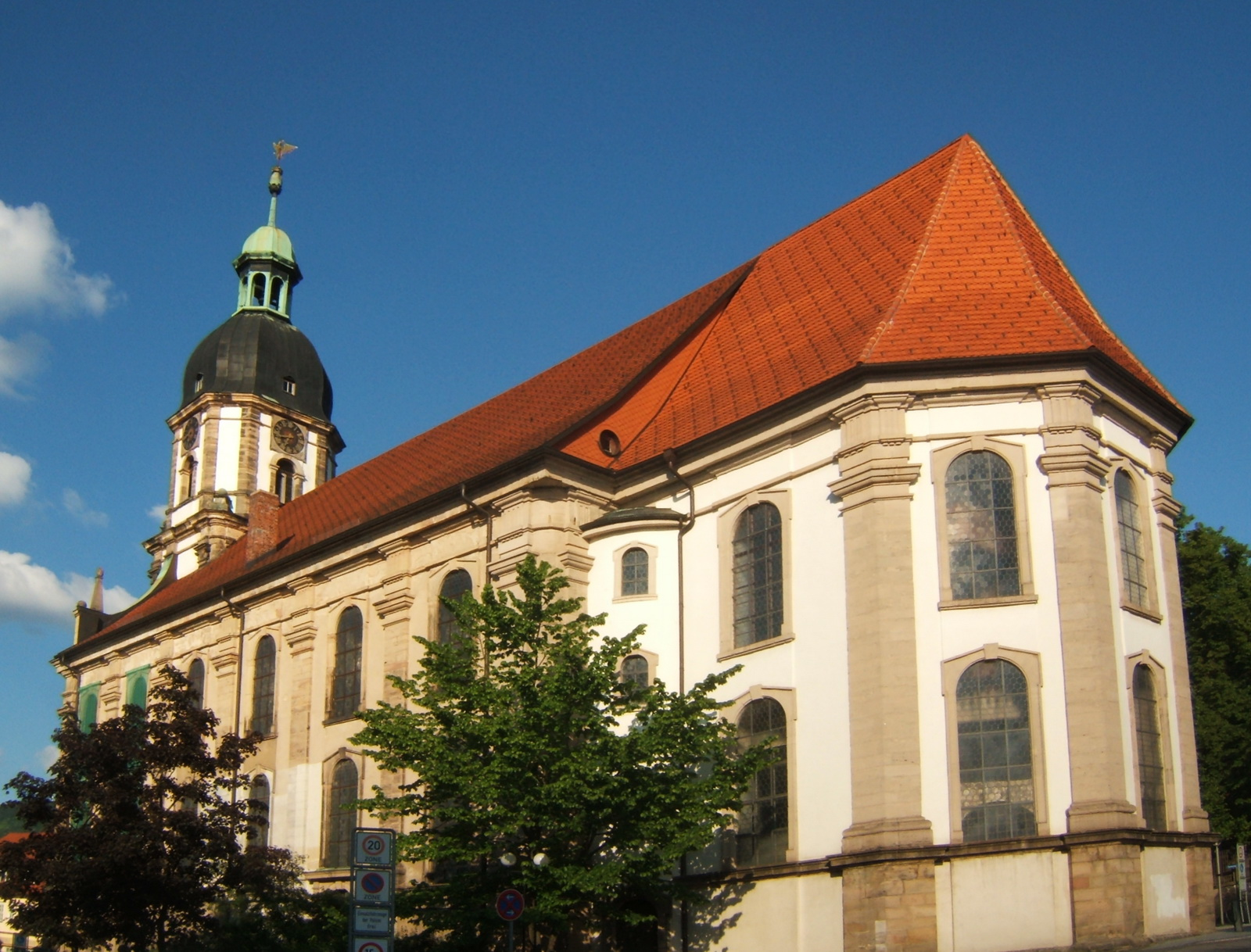
クロイツ教会

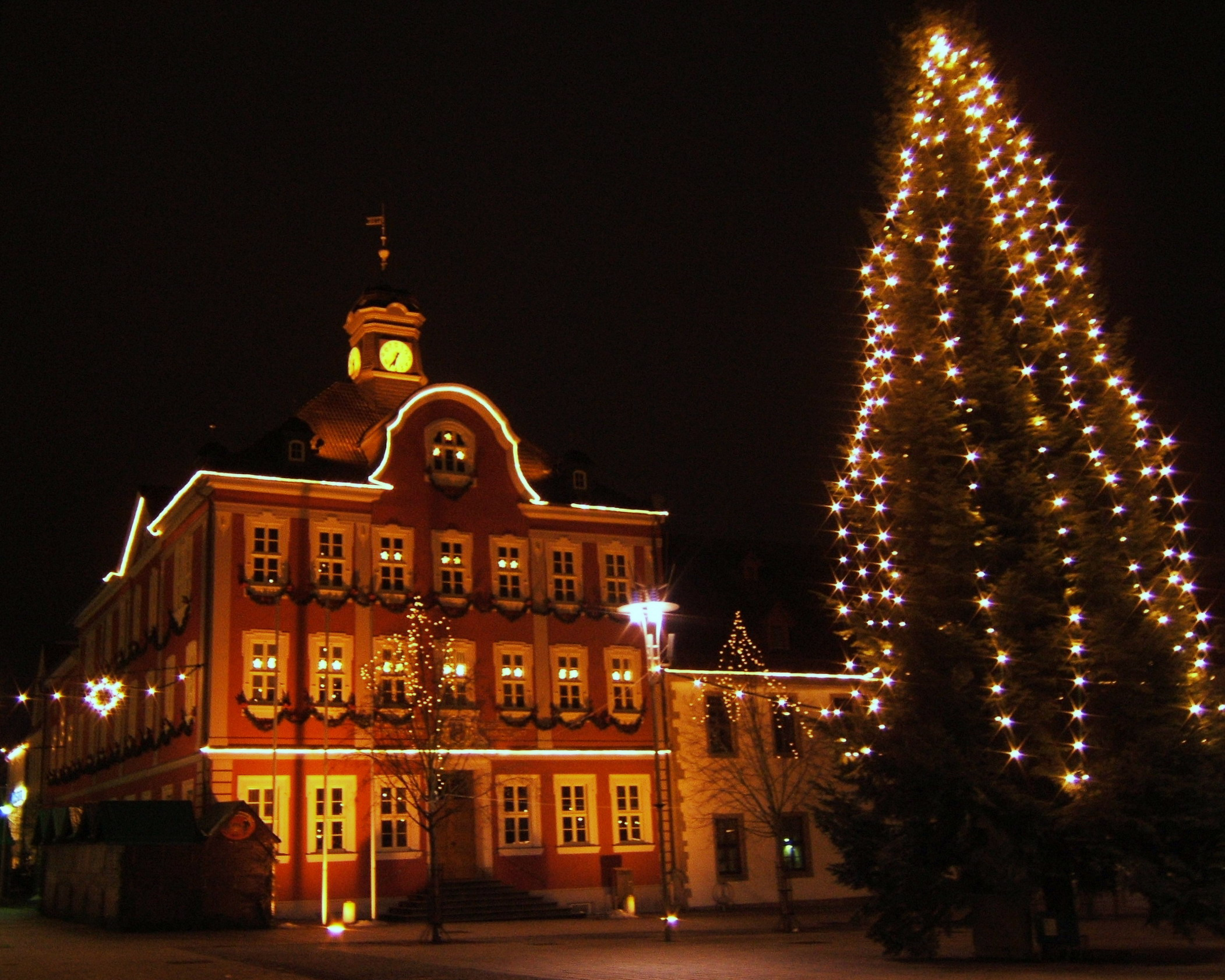
クリスマスの市庁舎

ズール（Suhl）は、ドイツ連邦共和国の都市。テューリンゲン州に属する。人口は約37,000人。近世より武器の生産で知られる。

## 地勢・産業
歴史的に武器の生産が盛んである。近隣の都市としては、大学都市のイルメナウ、約20km西にマイニンゲン、50km北東にテューリンゲン州の州都エアフルトが位置している。

## ズールを舞台にした作品
- Sushi in Suhl（映画 2012年 ドイツ ※日本未公開） - 東独時代、実在した日本食レストラン「HO-Restaurant Waffenschmied」（直訳：国営レストラン 武器鍛冶）とその店主ロルフ・アンシュッツ（ドイツ語版）を描いた作品。[3]

## 出身著名人
- カール・ワルサー（父） - ワルサー社の創始者
- フリッツ・ワルサー（子）
- ヒューゴ・シュマイザー
- マリオ・クマー - 自転車競技選手
- ダグマル・ノイバウアー - 女子短距離走選手
- コリンナ・ハルフォーフ - 女優
- ゼバスティアン・ハーゼナイ - ノルディック複合選手

## 姉妹都市
- チェスケー・ブジェヨヴィツェ、チェコ
- ベグル、フランス
- カルーガ、ロシア
- ラハティ、フィンランド
- レシュノ、ポーランド
- スモーリャン、ブルガリア
- ヴュルツブルク、ドイツ